# 黃華麒
黃華麒（英語：Franklin Wong Wah-kay，1942年10月15日—），前任香港廣播處長，前香港無綫電視實況劇製作總監。
1972年10月，黄華麒創立，監製和導演的《獅子山下》首播。該劇集以感人的手法寫出當時社會民生的真實景况。旋即收視率破紀錄，並叫好叫座。
1976年至1990年，黄華麒監製及導演十多部電影，包括《出籠》、《拍拖更》、《林亞珍ll》、《交叉零旦》、《最佳女婿》、《異鄉故事》、《1984年》、《穿梭陰陽界》等等。
2000年以後從事影視機構行政管理：新傳媒製作行政總裁、新加坡星霖電影主席、北京視聽縱横電視製作公司總裁、香港廣播處長。

## 簡歷
黃華麒早年就讀聖保羅書院（1961年中五），及後於1961年轉往伊利沙伯中學升讀預科（1963年中七畢業），1967年取得香港大學文學士學位，其後於英國廣播公司接受電視台與電台製作培訓。
他早於1966年加入香港廣播電台（今香港電台），任職節目主任職系，曾擔任的職位包括廣播員、評述員和監製。
1970年代初，黃華麒被調派到剛成立的香港電台電視部，並以監製及導演身份，製作其首套電視劇《獅子山下》。
1975年至1976年，黃華麒借調至廉政公署，任職總宣傳主任。他亦在1990年至1994年任職社區關係處宣傳創作小組主管。
1994年，加入亞洲電視，出任助理高級副總裁，負責節目部和製作部。三個月後，黃華麒到新加坡新傳媒製作任職行政總裁。2004年至2007年，他在北京開辦一間名為「視聽縱橫」的節目製作公司。
2008年8月，黃華麒獲香港特區政府委任為廣播處長，8月8日履新，任期兩年半。因為健康理由，黃華麒決定不向港府續約，於2011年2月8日起離任，期間將由副廣播處長梁松泰署任廣播處長。2011年9月，政府委任政務官鄧忍光出任廣播處長。
2013年10月為香港無綫電視實況劇總監，首部作品為2014年2月開拍的時裝實況單元劇《我們的天空》。

## 爭議
自履任處長開始，黄華麒與員工極力爭取港台前途明朗化。2009年特區政府確認香港電台為香港的公共廣播機構。同時，廣播處長亦與政府簽訂約章保証港台的編輯自主。政府又調撥資源予港台開設數碼廣播，開設電視頻道及擬興建新廣播大厦。
香港電台節目《頭條新聞》節目中主持人經常以幽默對答揶揄香港政府的施政。因此受到親中共人士批評，多次引起爭議的節目《頭條新聞》可算是香港電台編輯獨立重要指標，2010年8月28日，有報導指廣播處長黃華麒在港台一次內部會議上，提出希望新一季《頭條新聞》更換主持，不再與現任主持吳志森和曾志豪續約，因他不能接受主持吳志森和曾志豪批評政府的手法，立法會議員何秀蘭認為若消息屬實，黃華麒有可能於翌年上半年再沒資格做廣播處長，要求他公開交代。節目主持之一吳志森承認，黃華麒過去已對《頭條新聞》內容、表達方式作出很多批評，而黃華麒透過發言人表示，不評論個別節目及人事安排。

## 外部連結
- 委任廣播處長 （页面存档备份，存于）

| 政府职务      | 政府职务                                | 政府职务                    |
| ------------- | --------------------------------------- | --------------------------- |
| 前任： 朱培慶 | 香港廣播處長 2008年8月8日－2011年2月8日 | 繼任： 梁松泰（署任）鄧忍光 |